# Ziemia Wilhelma II

Ziemia Wilhelma II, sektor Australijskiego Terytorium Antarktycznego

Ziemia Wilhelma II (niem. Kaiser Wilhelm II Land) – region Antarktydy Wschodniej pomiędzy Ziemią Księżniczki Elżbiety a Wybrzeżem Królowej Marii.
Wybrzeże tej ziemi nosi nazwę Wybrzeża Wilhelma II i rozciąga się od Przylądka Pencka (87°43′E), dzielącego je od Wybrzeża Leopolda i Astrid, do Przylądka Filchnera (91°54′E), który oddziela je od Wybrzeża Królowej Marii. Zostało odkryte przez Niemiecką Wyprawę Antarktyczną (1901–1903) pod dowództwem Ericha von Drygalskiego i nazwane na cześć cesarza Wilhelma II. Rosjanie nazywają pas wybrzeża Antarktydy od 88°E do 100°E Wybrzeżem Prawdy; pokrywa się on z Wybrzeżem Wilhelma II i Wybrzeżem Królowej Marii.